# Szlak Okrężny Wokół Łodzi

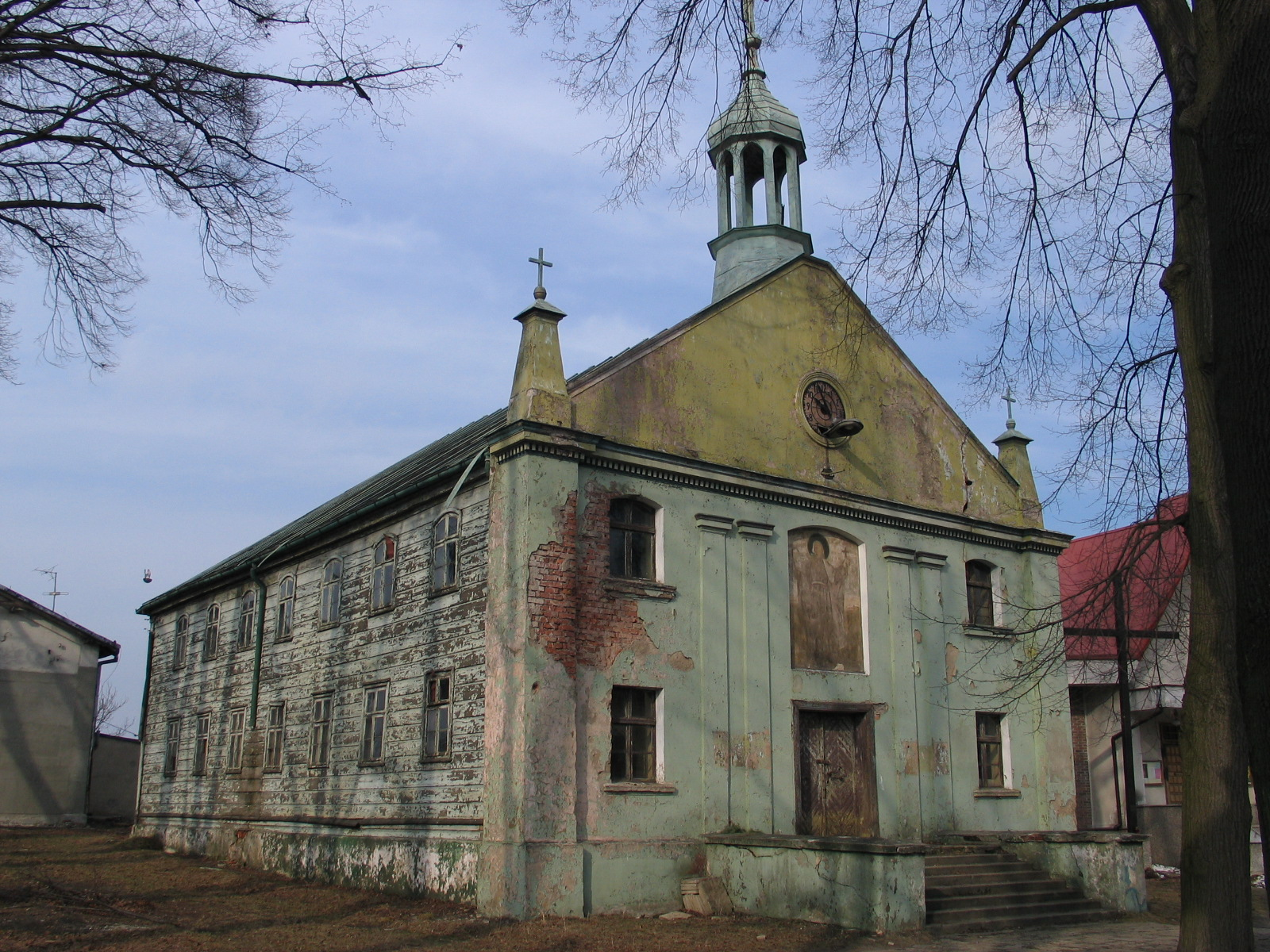
Kościół ewangelicki z 1838 r. znajdujący się dawniej na rynku w Nowosolnej

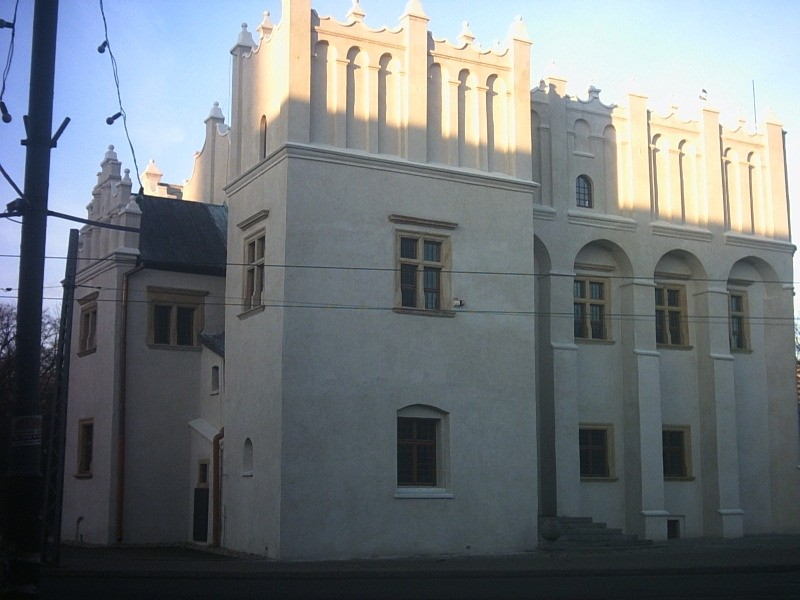
Dwór obronny w Pabianicach obecnie

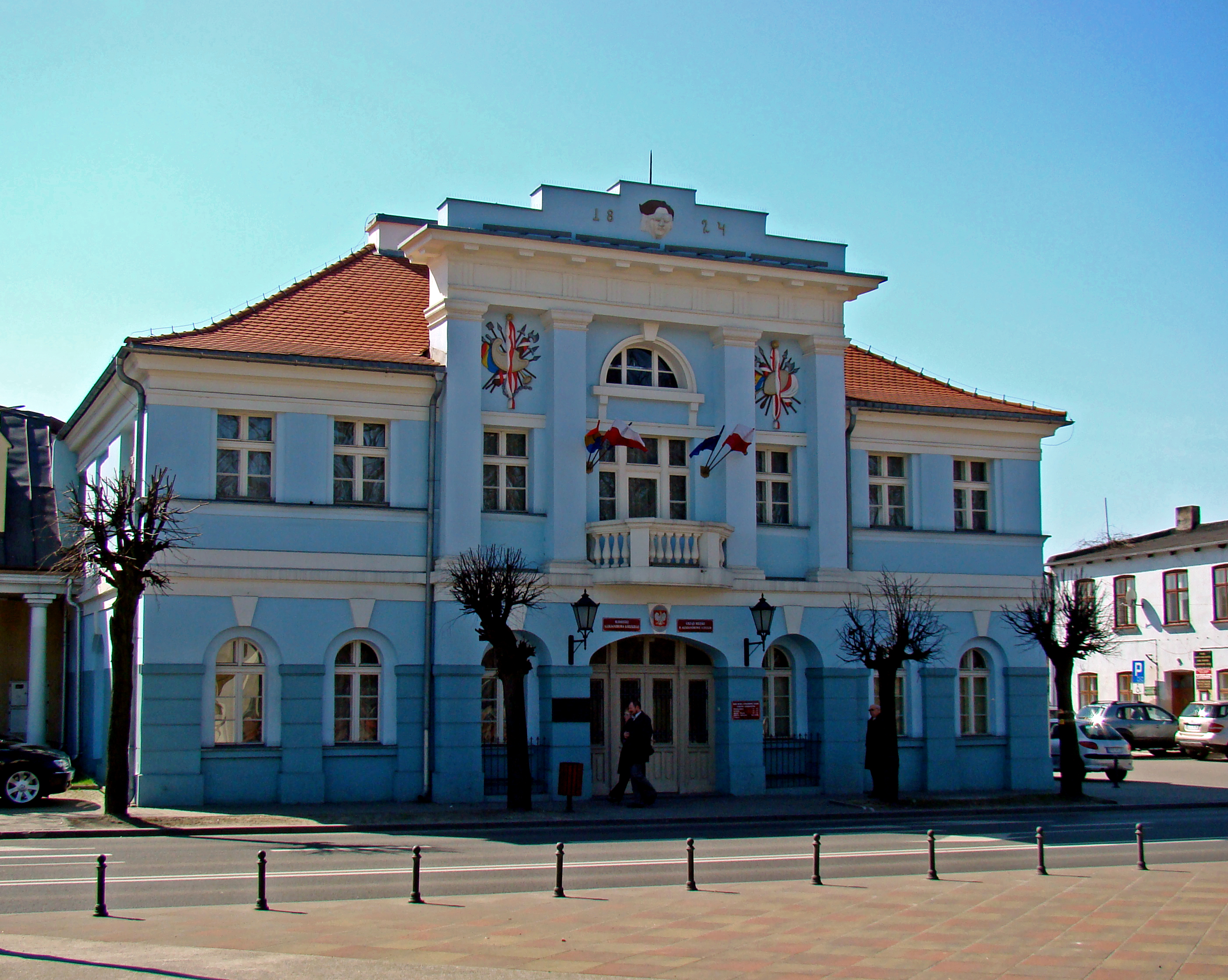
Klasycystyczny ratusz z 1824 r. w Aleksandrowie Łódzkim

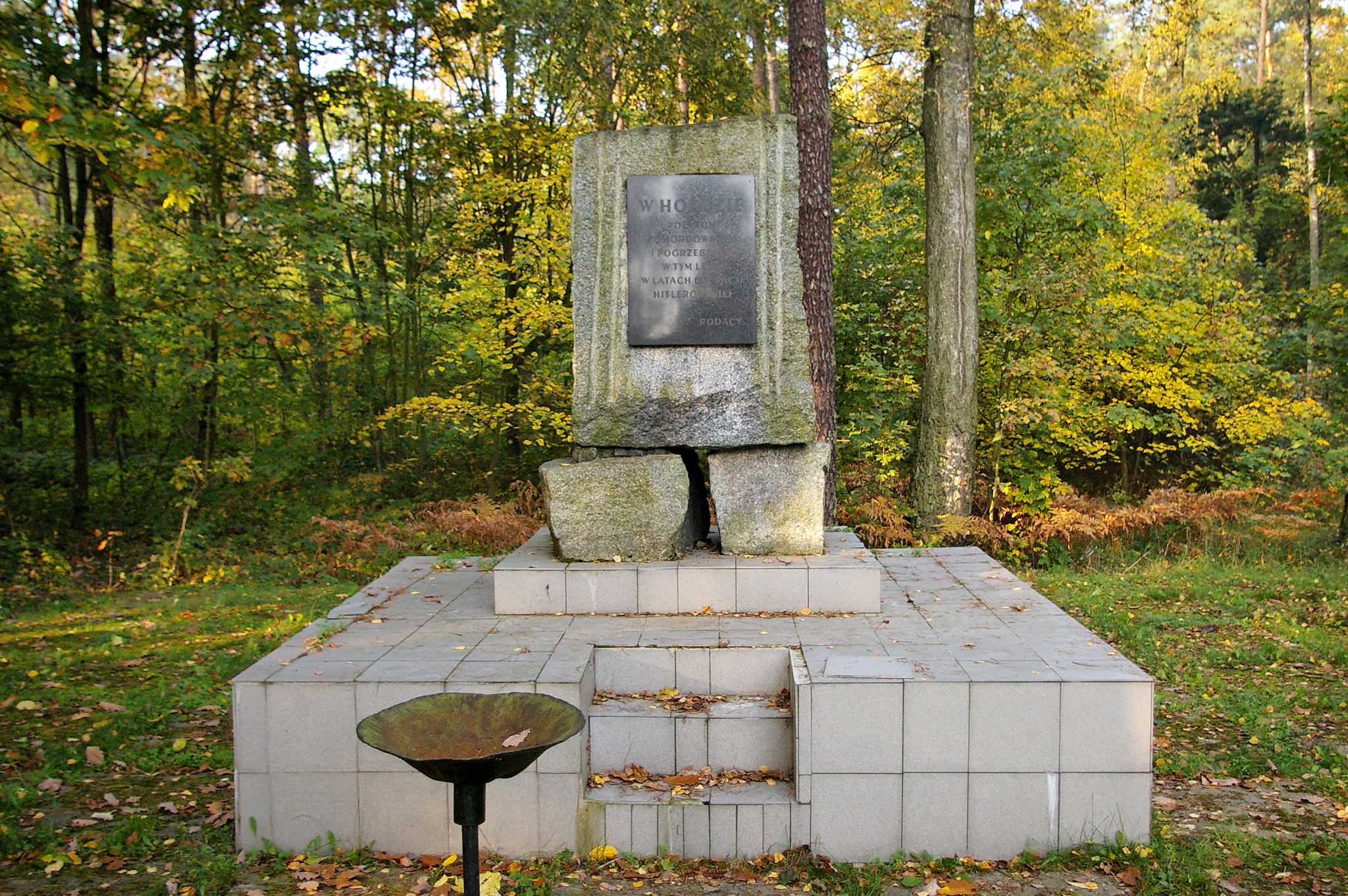
Pomnik przy DK1 w okolicy miejscowości Lućmierz-Las

 Szlak Okrężny Wokół Łodzi – czerwony znakowany szlak turystyczny pieszy o długości 175 km przebiegający przez Park Krajobrazowy Wzniesień Łódzkich, Wysoczyznę Łaską oraz Wysoczyznę Bełchatowską.

## Przebieg
- Łódź (osiedle Wiskitno);
- Bronisin Dworski;
- Grodzisko;
- Kalinko;
- Modlica;
- Tuszyn;
- Rydzynki;
- Prawda;
- Czyżeminek;

- Pabianice;
- Hermanów;
- Terenin;
- Dobroń;
- Róża;
- Barycz;
- Łask-Kolumna;
- Poleszyn;
- Huta Janowska;
- Janowice;
- Włodzimierz;
- Wygoda Mikołajewska;
- Dziektarzew;
- Lutomiersk;
- Kazimierz;
- Babice;
- Konstantynów Łódzki;
- Krzywiec;
- Rąbień;
- Aleksandrów Łódzki;
- Ruda-Bugaj;
- Karolew;
- Ustronie;
- Grotniki;
- Lućmierz-Las;
- Rosanów;
- Ciosny;
- Kolonia Głowa;
- Ostrów;
- Dzierżązna;
- Biała;
- Cyprianów;
- Swędów;
- Marcjanka;
- Podole;
- Czaplinek;
- Glinnik;
- Smardzew;
- Stare Łagiewniki;
- Łagiewniki Nowe;
- Łódź (Łagiewniki, Modrzew, Las Łagiewnicki, Arturówek, Łukaszew, Nowosolna);
- Wiączyń Dolny;
- Eufeminów;
- Bedoń-Wieś;
- Nowy Bedoń;
- Justynów;
- Zielona Góra;
- Bukowiec;
- Wiśniowa Góra;
- Łódź (osiedle Wiskitno).